# Escudo de Sajonia-Anhalt

Escudo de armas de Sajonia-Anhalt.

Este artículo se refiere al escudo de armas del Estado federado alemán de Sajonia-Anhalt.

## Historia
El escudo de armas de Sajonia-Anhalt representa sus orígenes históricos. El área del Estado fue formada a partir de las anteriores provincia prusiana de Sajonia y el germano Estado Libre de Anhalt. La parte superior del escudo de armas representa la prusiana Provincia de Sajonia mientras que la mitad inferior muestra el oso del Estado Libre de Anhalt.

## Partes
| Sajonia prusiana | Anhalt | Sajonia-Anhalt 1947-1952 |
|                  |        |                          |